# Liste der Baudenkmäler in Wolfertschwenden

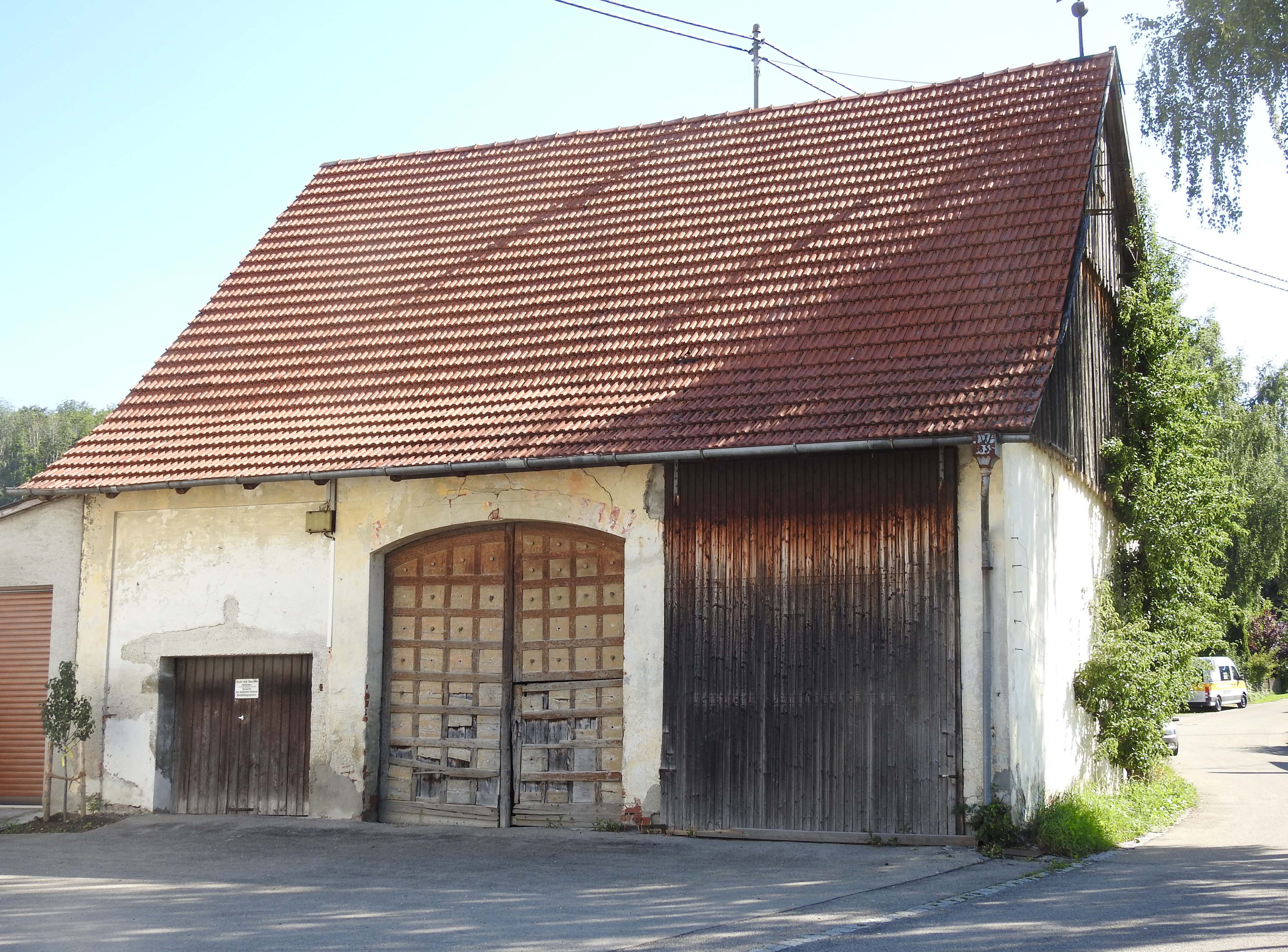
Landschaftstypischer Stadel in Dietratried

Auf dieser Seite sind die Baudenkmäler in der schwäbischen Gemeinde Wolfertschwenden zusammengestellt. Diese Tabelle ist eine Teilliste der Liste der Baudenkmäler in Bayern. Grundlage ist die Bayerische Denkmalliste, die auf Basis des Bayerischen Denkmalschutzgesetzes vom 1. Oktober 1973 erstmals erstellt wurde und seither durch das Bayerische Landesamt für Denkmalpflege geführt wird. Die folgenden Angaben ersetzen nicht die rechtsverbindliche Auskunft der Denkmalschutzbehörde.

## Baudenkmäler nach Ortsteilen

### Wolfertschwenden
| Lage                                                                          | Objekt                                         | Beschreibung | Akten-Nr.     | Bild                  |
| ----------------------------------------------------------------------------- | ---------------------------------------------- | --- | ------------- | --------------------- |
| Äußere Bahnhofstraße 5 (Standort)                                             | Privatkapelle                                  | ziegelsichtiger Rechteckbau mit Eckstreben, Ortgang- und Traufgesimsen, klassizisierender Frontgiebel mit aufgesetztem, gemauertem Dachreiter mit Glocke, wohl 1896; mit Ausstattung | D-7-78-218-19 | BW                    |
| Bachstraße 11 (Standort)                                                      | Wegkapelle                                     | Quadratischer Bau mit Zeltdach und Rundbogennische, mit Figur des Christus an der Geißelsäule, 18. Jahrhundert                                                                       | D-7-78-218-7  | weitere Bilder        |
| Bachstraße 14, Hauptstraße 42 (Standort)                                      | Ehemaliges Bauernhaus                          | Zweigeschossiger, giebelständiger Satteldachbau mit Fachwerkobergeschoss, verschaltem Giebel und Hakenschopf, Wirtschaftsteil erneuert, wohl erste Hälfte 18. Jahrhundert            | D-7-78-218-2  | Ehemaliges Bauernhaus |
| Hauptstraße 3 (Standort)                                                      | Bauernhaus                                     | zweigeschossiger, giebelständiger Mittertennbau mit Frackdach und Kniestock, 17./18. Jahrhundert                                                                                     | D-7-78-218-3  | Bauernhaus            |
| Hauptstraße 35 (Standort)                                                     | Pfarrhof                                       | Zweigeschossiger, giebelständiger Satteldachbau mit Fachwerkgiebel, Mitte 18. Jahrhundert                                                                                            | D-7-78-218-4  | weitere Bilder        |
| Hauptstraße 39 (Standort)                                                     | Pfarrkirche St. Vitus, Modestus und Kreszentia | Saalbau mit eingezogenem Chor und nördlichem Satteldachturm, 15. Jahrhundert, Turm vielleicht älter, Umgestaltung 1713, 1773/74 und 19. Jahrhundert; mit Ausstattung                 | D-7-78-218-5  | weitere Bilder        |
| Hauptstraße 53, 53 a (Standort)                                               | Ehemaliges Bauernhaus                          | Zweigeschossiger Bau mit flachem Satteldach und Fachwerk, wohl 18. Jahrhundert | D-7-78-218-6  | Ehemaliges Bauernhaus |
| Kreisstraße MN 22, ca. 600 m südlich an der Straße nach Ittelsburg (Standort) | Heiliger Honorius                              | Sandsteinfigur auf zweigeschossigem Sockel, bezeichnet mit „1768“ | D-7-78-218-9  | Heiliger Honorius     |
| Sonnenweg 17 (an der Kellerstraße) (Standort)                                 | Tuffsteinkreuz                                 | Spätmittelalterlich | D-7-78-218-8  | Tuffsteinkreuz        |

### Bossarts
| Lage                   | Objekt            | Beschreibung                                                                          | Akten-Nr.     | Bild           |
| ---------------------- | ----------------- | ------------------------------------------------------------------------------------- | ------------- | -------------- |
| In Bossarts (Standort) | Kapelle St. Maria | Rechteckbau mit dreiseitigem Schluss und Dachreiter, bezeichnet 1792; mit Ausstattung | D-7-78-218-10 | weitere Bilder |

### Dietratried
| Lage                    | Objekt                                  | Beschreibung | Akten-Nr.     | Bild                                    |
| ----------------------- | --------------------------------------- | --- | ------------- | --------------------------------------- |
| Baumstraße 1 (Standort) | Zehentstadel                            | Stattlicher Bau mit Halbwalmdach, Mitte 18. Jahrhundert | D-7-78-218-11 | weitere Bilder                          |
| Ortsstraße 9 (Standort) | Kath. Filialkirche St. Johannes Baptist | Flachgedeckter Saalbau mit eingezogenem Chor und westlichem Dachreiter mit Satteldach, Langhaus wohl im Kern um 1160, Chor wohl 14. Jahrhundert, Veränderungen 15. Jahrhundert und später; mit Ausstattung | D-7-78-218-12 | Kath. Filialkirche St. Johannes Baptist |
| Wiesenstraße (Standort) | Grenzstein                              | Mit Ottobeurer Wappen, bezeichnet mit 1774 | D-7-78-218-14 | BW                                      |

### Niederdorf
| Lage                          | Objekt                                            | Beschreibung | Akten-Nr.     | Bild                                              |
| ----------------------------- | ------------------------------------------------- | --- | ------------- | ------------------------------------------------- |
| Allgäuer Straße 14 (Standort) | Ehemaliger Filialpfarrhof des Klosters Ottobeuren | Zweigeschossiges Walmdachhaus mit Pultdächern, 18. Jahrhundert | D-7-78-218-15 | Ehemaliger Filialpfarrhof des Klosters Ottobeuren |
| Kirchweg 7 (Standort)         | Kath. Pfarrkirche St. Cyriakus                    | pilastergegliederter Saalbau mit eingezogenem Chor und Abseiten, östlicher Turm mit Zeltdach, Turmunterbau 15. Jahrhundert, nach Plänen von Christoph Vogt durch Jodok Zindt errichtet, ab 1709, Turm 1765; mit Ausstattung Friedhofsmauer, im Wesentlichen 18. Jahrhundert, Nordseite spätmittelalterlich | D-7-78-218-16 | weitere Bilder                                    |
| Mühlstraße 15 (Standort)      | Mühle                                             | Zweigeschossiger Satteldachbau, 18. Jahrhundert Wirtschaftsgebäude, bezeichnet als ehemaliger Fischkalter des Klosters Ottobeuren, zweigeschossiger Satteldachbau, wohl gleichzeitig | D-7-78-218-17 | Mühle                                             |

## Ehemalige Baudenkmäler
In diesem Abschnitt sind Objekte aufgeführt, die früher einmal in der Denkmalliste eingetragen waren, jetzt aber nicht mehr. Objekte, die in anderem Zusammenhang also z. B. als Teil eines Baudenkmals weiter eingetragen sind, sollen hier nicht aufgeführt werden. Aktennummern in diesem Abschnitt sind ehemalige, jetzt nicht mehr gültige Aktennummern.

| Lage                                 | Objekt      | Beschreibung                       | Akten-Nr.     | Bild        |
| ------------------------------------ | ----------- | ---------------------------------- | ------------- | ----------- |
| Dietratried Ortsstraße 22 (Standort) | Wandmalerei | Kreuzigungsgruppe, 18. Jahrhundert | D-7-78-218-13 | Wandmalerei |